# Лу Доайон
Лу Доайон (на френски: Lou Doillon) е френска актриса. 

## Биография
Лу Доайон е дъщеря на актрисата Джейн Бъркин и режисьора Жак Доайон. Лу е сестра на френската актриса Шарлот Генсбур и внучка на английската актриса Джуди Кембъл.
Актрисата има син на име Марлоу Тайгър.

## Филмография
- 1987: Kung-Fu Master
- 1998: Trop d'amour
- 1999: Mauvaises fréquentations
- 2000: Scénarios sur la drogue
- 2000: Mamirolle
- 2001: Carrément à l'ouest
- 2001: Nana
- 2002: Embrassez qui vous voudrez
- 2002: Blanche
- 2003: The Private Life of Samuel Pepys
- 2004: Saint Ange
- 2005: La Vida perra de Juanita Narboni
- 2006: Sisters
- 2006: Go Go Tales
- 2006: Boxes